# Harry Carney
Harry Howell Carney (Boston, 1 de abril de 1910 - Nueva York, 8 de octubre de 1974) fue un músico estadounidense de jazz, clarinetista y saxofonista alto y barítono. Encuadrado estilísticamente en el swing, está considerado como uno de los pioneros del saxo barítono en la historia del jazz.

## Historial
Sus comienzos como profesional fueron en Nueva York a finales de 1926, y más tarde, en 1927, tocaría con el clarinetista Fess Williams (1894 - 1975) y el banjista Henri Saparo, antes de incorporarse a la big band de Duke Ellington ese mismo año. Permanecería con Ellington más de 45 años, y le sobreviviría apenas unos meses. Además de los discos de la orquesta de Ellington, Carney grabó diversos álbumes con otros músicos.
Carney hubo de tocar el barítono en la orquesta por necesidad de ella, pero rápidamente adaptó su estilo sobre las huellas del gran Adrian Rollini, además de las de Coleman Hawkins, que tocaba entonces en la orquesta de Fletcher Henderson. Su dicción es limpia y el fraseo es reposado, con un sonido profundo y, simultáneamente, alegre y vivo. Muchos de los saxofonistas barítonos posteriores, si no todos, son claramente discípulos suyos: Gerry Mulligan, Serge Chaloff, Pepper Adams, Ronnie Cuber, Bob Gordon, Cecil Payne, etc.

## Discografía
- 1927: East Saint Louis toodle-oo
- 1929: Doin’ the Voom Voom
- 1931: It's a glory
- 1931: Rockin' in rhythm
- 1934: Stompy Jones
- 1934: Saddest tale
- 1937: Demi-tasse
- 1937: Blue reverie, con el trompetista Cootie Williams (1911 - 1985).
- 1937: Stompy Jones, con el clarinetista y tenorista Barney Bigard (1906 - 1980).
- 1937: Back Room stomp, con Rex Stewart.
- 1938: Jeeps blues, con Johnny Hodges.
- 1939: The jumpin' jive, con Lionel Hampton.
- 1940: Cotton Tail
- 1943: Cotton Club stomp
- 1944: Three little words, con Coleman Hawkins.
- 1945: Prelude to a kiss
- 1945: Black beauty
- 1946: Golden feather
- 1950: Solitude
- 1950: Sophisticated lady
- 1954: Harry Carney with strings
- 1958: Prima Bara Dubla, en dúo con Gerry Mulligan.